# A Thousand Blows
A Thousand Blows (слободни превод Хиљаду удараца) је британска историјска драмска серија коју је креирао Стивен Најт, о Четрдесет слоница, женском злочиначком синдикату који се сукобљава са светом илегалног бокса без рукавица у Лондону 1880-их. Прва сезона премијерно је приказана 21. фебруара 2025. на платформама Disney+ за међународно тржиште и Hulu у Сједињеним Америчким Државама..

## Радња
Смештена у источни део Лондона 1880-их, серија прати Четрдесет слоница, женски криминални синдикат којим руководи Мери Кар, специјализован за крађе по радњама и преварантске шеме, а који улази у сукоб са Хенријем Гудсоном, самопроглашеним господарем света илегалног бокса без рукавица у источном Лондону. Поред тога, Хезекајa Москов, човек који је недавно емигрирао са Јамајке са амбицијом да постане укрoтитељ лавова, и његов најбољи пријатељ Алек Монро, боре се за опстанак док ступају у контакт са обе групе.

## Улоге

### Главне улоге
- Малакај Кирби као Хезекаја Москов
- Џејр Елис као млади Хезекаја
- Ерин Дорти као Мери Кар
- Френсис Лавхол као Алек Монро
- Џејмс Нелсон-Џојс као Едвард „Трикл“ Гудсон
- Џејсон Тобин као Лао Лам
- Дарси Шо као Алиса Дајмонд
- Хана Волтерс као Елајза Муди
- Морган Илер као Езми Лонг
- Кејлифион Дан као Ен Гловер
- Надија Албина као Верити Рос
- Џема Карлтон као Бел Даунер
- Том Дејвис као Чарли Мичел
- Данијел Мејс као Вилијам Луис
- Стивен Грејам као Хенри Гудсон
- Сузан Линч као Џејн Кар
- Гери Луис као Џек Мак
- Роберт Гленистер као Индиго Џереми

### Споредне улоге
- Елиот Ворен као Шарки Дивениш
- Мев Дермоди као Лејди Грејс
- Ела Лили Хајланд као Маријан Гудсон
- Вил Бегнал као Томас Гудсон
- Елси Еванс као Роуз Гудсон
- Еди Тол као Сол Вулф
- Зиги Хит као Пеги Бетинсон
- Алија Одофин као Викторија Дејвис
- Адам Нагајтис као гроф од Лонсдејла
- Квонг Лок као Ли Хонгжанг
- Чике Чан као Ло Фенг Лу
- Ангус Касл-Даоти као Мортон Фруен
- Том Андрус као маркиз од Квинсберија
- Тим Стид као Венс Мертаг
- Кристијан Контрерас као Џери Нокс
- Нејтан Хабл као Бастер Вилијамс
- Рори Молика као Николас Графтен
- Стенли Морган као принц Алберт Виктор

## Продукција
Идеја за серију потекла је од глумице Хане Волтерс, која ју је предложила Стивену Најту. У августу 2022. откривено је да је у развоју драмска серија о боксу од дванаест епизода, са Најтом као шоуранером, Тинџом Кришнан као главним редитељем и једним од извршних продуцената заједно са Најтом.
Малакај Кирби тумачи главну улогу, уз Стивена Грејама, Ерин Дорти, Френсиса Лавхола, Џејсона Тобина, Џејмса Нелсон-Џојса, Надију Албину, Морган Илер, Џему Карлтон, Кејлифион Дан и Елу Лили Хајланд. Улоге такође имају и Дарси Шо, Зиги Хит, Сузан Линч и Роберт Гленистер.
Главно снимање почело је у марту 2023. године, а серија је снимана у Лондону. У фебруару 2025, уочи премијере серије, потврђено је да је друга сезона већ снимљена.

## Пријем
На веб-сајту за агрегирање критика Rotten Tomatoes, 90% од 40 рецензија критичара је позитивно, са просечном оценом 7,7/10. Критички консензус на сајту гласи: „Ударајући у фасцинантну епоху британске историје креативношћу Стивена Најта за жанровски реализам, A Thousand Blows је узбудљива забава која оставља модрицу.“
Луси Манган из листа The Guardian доделила је првој сезони максималних пет од пет звездица, хвалећи дубину приповедања и тематску сложеност.